# Nachal Rama
Nachal Rama (hebrejsky: נחל רמה) je vádí v Horní Galileji, v severním Izraeli.
Začíná v nadmořské výšce okolo 800 metrů, v úbočí sevřeném ze západu horou Har Hod a z východu Har ha-Ari. Směřuje pak rychle se zahlubujícím a zčásti zalesněným údolím k jihu z mohutného terénního zlomu Matlul Curim, jenž odděluje náhorní planinu Horní Galileje od údolí Bejt ha-Kerem. Na dno údolí potom vádí vstupuje mezi městy Rama a Sadžur. Směřuje dál k jihu hustě zalidněným údolím a poblíž vesnice Šezor ústí zprava do vádí Nachal Šezor.